# Luna, el misterio de Calenda
Luna, el misterio de Calenda es una serie de televisión de terror y misterio con tintes fantásticos, emitida por Antena 3. Se estrenó el 10 de abril de 2012 y finalizó el 10 de abril de 2013. Está producida por Daniel Écija y protagonizada por Belén Rueda y rodada en distintos puntos de Castilla y León: Candelario, en Salamanca, y también Ávila y Segovia.
La trama de la serie transcurre en Calenda, un pueblo recóndito donde la existencia de hombres lobo parece mucho más que una simple leyenda.
La segunda temporada, que consta de ocho episodios, comenzó el miércoles 13 de febrero de 2013, sustituyendo a la serie Fenómenos. Como novedades destacaron las incorporaciones al reparto de Álex Hernández, Estefanía de los Santos y el veterano Álvaro de Luna.
El 25 de marzo de 2013, el sitio Vertele! confirmó que la cadena Antena 3 había decidido no grabar nuevas temporadas de la serie debido al desgaste de la audiencia en esta temporada, así que la serie se despidió de los espectadores el 10 de abril de 2013.

## Argumento
Cuando la jueza Sara Cruz llega con su hija al pueblo de Calenda para reunirse con su marido David, no se imagina cuánto va a cambiar su vida desde ese momento. La misma noche en la que se instalan en su nueva casa, su esposo, capitán de la Guardia Civil, sale del domicilio sin dar señales de vida en adelante. El hallazgo de su cadáver en el bosque marcará el inicio de una investigación donde Sara no piensa parar hasta descubrir la causa del asesinato de David y las circunstancias en las que se produjo. Las leyendas que circulan en el pueblo sobre hombres lobo, a las cuales ella se muestra escéptica marcarán el ambiente sobrenatural de esta serie.
Una de las tramas de peso de la serie gira en torno a la relación imposible entre Leire, la hija de Sara, y su vecino Joel, un adolescente al que la maldición de los hombres lobo curó de una delicada enfermedad, y que hará lo posible por alejarse de ella e impedirle sufrimiento alguno a causa de su naturaleza, a pesar de la gran atracción que existe entre ambos.

## Reparto
| Personaje                           | Intérprete              |
| ----------------------------------- | ----------------------- |
| Sara Cruz                           | Belén Rueda             |
| Raúl Pando                          | Daniel Grao             |
| Joel Bernal                         | Álvaro Cervantes        |
| Ignacio "Nacho" Castro              | Fran Perea              |
| Vera Mendoza Morales                | Macarena García         |
| Leire Costa Cruz                    | Lucía Guerrero          |
| Fernando Bernal                     | Marc Martínez           |
| Olivia Pando                        | Olivia Molina           |
| Basilio Lorca                       | César Goldi             |
| Carola Morales                      | Belén López             |
| Sonia Murillo                       | María Cantuel           |
| Tomás                               | Carlos Cuevas           |
| Pablo Mendoza Morales               | Àlex Maruny             |
| Salva †                             | Daniel Ortiz            |
| Claudio Alonso                      | Boris Ruiz              |
| Ricardo "Ricky" León                | Álex Hernández          |
| Marcela                             | Estefanía de los Santos |
| Medina                              | Alberto López           |
| Gerardo Montejo                     | Antonio Durán "Morris"  |
| Lucía León                          | Patricia Olmedo         |
| Francisco Elías, alcalde de Calenda | Gorka Aguinagalde       |
| Silvia Elías                        | Claudia Traisac         |
| David Costa                         | Leonardo Sbaraglia      |
| Ernesto Cruz                        | Álvaro de Luna          |
| Diego Mendoza †                     | Roberto Álamo           |

## Localizaciones
La serie está rodada en Candelario un pueblo de la sierra de  Béjar, en Salamanca y las fachadas de algunos de sus edificios están localizadas en Las Navas del Marqués, municipio de Ávila. El pinar que aparece en el primer capítulo es un bosque situado en El Espinar, pueblo de Segovia

## Temporadas
| Temporada | Temporada | Episodios | Estreno               | Final               | Audiencia media | Audiencia media   | Audiencia media |
| Temporada | Temporada | Episodios | Estreno               | Final               | Espectadores    | Cuota de pantalla |                 |
| --------- | --------- | --------- | --------------------- | ------------------- | --------------- | ----------------- | --------------- |
|           | 1         | 12        | 10 de abril de 2012   | 26 de junio de 2012 | 2 790 000       | 15,3%             |                 |
|           | 2         | 8         | 13 de febrero de 2013 | 10 de abril de 2013 | 2 300 000       | 12,9%             |                 |
| Total     | Total     | 20        | 2012                  | 2013                | 2 545 000       | 14,1%             |                 |

### Temporada 1 (2012)
| N.º Serie | N.º Temp. | Título         | Fecha de emisión    | Espectadores | Cuota de pantalla |
| --------- | --------- | -------------- | ------------------- | ------------ | ----------------- |
| 1         | 1         | «La leyenda»   | 10 de abril de 2012 | 3 514 000    | 19,2%             |
| 2         | 2         | «Sacrificio»   | 17 de abril de 2012 | 3 234 000    | 16,8%             |
| 3         | 3         | «Sangre»       | 24 de abril de 2012 | 3 005 000    | 15,8%             |
| 4         | 4         | «El monstruo»  | 1 de mayo de 2012   | 2 606 000    | 14,2%             |
| 5         | 5         | «Luna llena»   | 8 de mayo de 2012   | 2 678 000    | 14,7%             |
| 6         | 6         | «Desaparecida» | 15 de mayo de 2012  | 2 529 000    | 13,9%             |
| 7         | 7         | «Huesos»       | 22 de mayo de 2012  | 2 713 000    | 14,7%             |
| 8         | 8         | «El odio»      | 29 de mayo de 2012  | 2 693 000    | 14,3%             |
| 9         | 9         | «Secretos»     | 5 de junio de 2012  | 2 558 000    | 14,1%             |
| 10        | 10        | «Culpable»     | 12 de junio de 2012 | 2 750 000    | 14,8%             |
| 11        | 11        | «Mentiras»     | 19 de junio de 2012 | 2 533 000    | 14,7%             |
| 12        | 12        | «El aullido»   | 26 de junio de 2012 | 2 664 000    | 15,9%             |

### Temporada 2 (2013)
| N.º Serie | N.º Temp. | Título                      | Fecha de emisión      | Espectadores | Cuota de pantalla |
| --------- | --------- | --------------------------- | --------------------- | ------------ | ----------------- |
| 13        | 1         | «La maldición»              | 13 de febrero de 2013 | 2 402 000    | 13,6%             |
| 14        | 2         | «Pacto de silencio»         | 20 de febrero de 2013 | 2 358 000    | 13,4%             |
| 15        | 3         | «Las minas de la plata»     | 27 de febrero de 2013 | 2 416 000    | 12,9%             |
| 16        | 4         | «Corazonadas»               | 6 de marzo de 2013    | 2 349 000    | 13,7%             |
| 17        | 5         | «El confidente»             | 13 de marzo de 2013   | 2 187 000    | 12,0%             |
| 18        | 6         | «La noche de la luna nueva» | 20 de marzo de 2013   | 2 198 000    | 12,9%             |
| 19        | 7         | «Atrapados»                 | 3 de abril de 2013    | 2 107 000    | 11,6%             |
| 20        | 8         | «Para siempre»              | 10 de abril de 2013   | 2 383 000    | 13,3%             |

## DVD
| Título del DVD                                | En                | Audio             | Lanzamiento            | Discos            | Episodios         | Extras |                   |                   |                   |
| Primera temporada                             | Primera temporada | Primera temporada | Primera temporada      | Primera temporada | Primera temporada | Primera temporada | Primera temporada | Primera temporada | Primera temporada |
| --------------------------------------------- | ----------------- | ----------------- | ---------------------- | ----------------- | ----------------- | --- | ----------------- | ----------------- | ----------------- |
| Luna, el misterio de Calenda. Temporada I     | DVD               | Español           | 5 de diciembre de 2012 | 4                 | 1-12              | El misterio de Joel, El funeral de Adriana, Fran Perea en el plató, Videoencuentro: Especial Luna, Videoencuentro: Álvaro Cervantes, Tras las cámaras, Exteriores, Vecindario, Promos, Personajes, Galerías, Fichas |                   |                   |                   |
| Segunda temporada                             |                   |                   |                        |                   |                   | |                   |                   |                   |
| Luna, el misterio de Calenda. Temporada Final | DVD               | Español           | 19 de abril de 2013    | 4                 | 13-20             | La transformación, Despedida de los personajes, Tras las cámaras, Exteriores, Vecindario, Promos, Personajes, Galerías, Fichas                                                                                      |                   |                   |                   |